# Eumasia parietariella
Eumasia parietariella is een vlinder uit de familie zakjesdragers (Psychidae). De wetenschappelijke naam van deze soort is voor het eerst geldig gepubliceerd in 1851 door Heydenreich.
De soort komt voor in Europa.